# Brisca

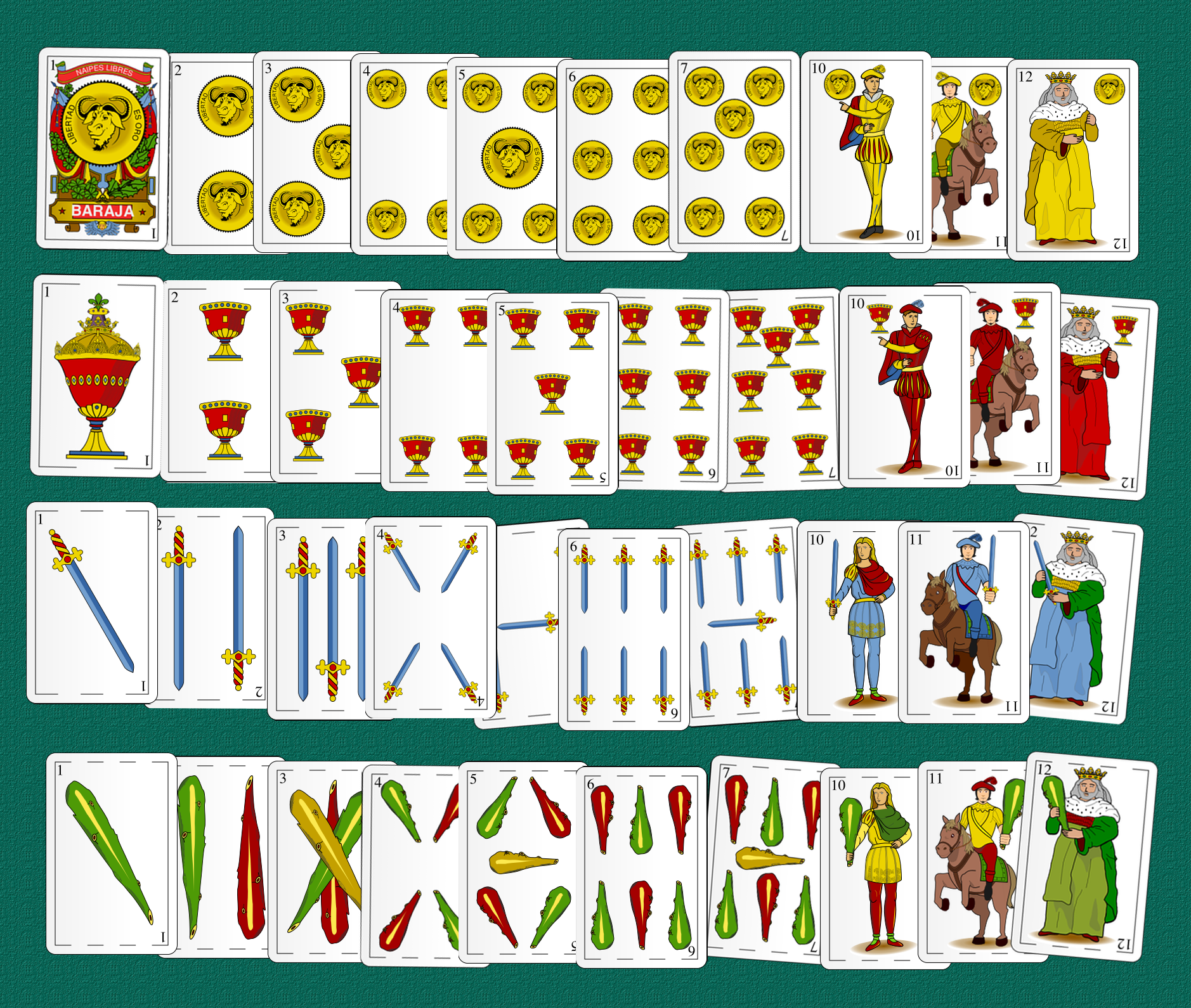
Baraja de 40 cartas.

La brisca es un juego de naipes que se juega con la baraja española. Se puede jugar de dos, de tres, de cuatro (dos parejas enfrentadas) o de seis (dos equipos de tres jugadores enfrentados), pero el juego de cuatro es el más habitual. Si se juega de dos o de cuatro se utilizará una baraja española de 40 cartas (se excluyen las cartas 8 y 9), si se juega de 3 se utilizan 36 cartas (se excluyen los 2) y si se juega de seis se utilizará una baraja española de 48 cartas.
También existe la versión "Machotera" en la cual se juega con 6 jugadores. En esta modalidad se juega con una baraja de 40 cartas (sin 8 ni 9) y en la que en la última baza solo roban carta los jugadores 1, 2, 3 y 6, pudiendo elegir los otros dos (4 y 5) en cual de las dos últimas bazas jugarán su carta.
En el juego de la brisca, si en algún momento se coloca un as o la carta número uno (también conocida como "brisca número uno") sobre un 3 del mismo palo, se produce una situación especial llamada "La Mata" que resulta en la victoria de quien realizó esta jugada.
Al as de copas se le llama El Copón, al de espadas La Espadina, al de oros La Orona y al de bastos
La Patuca. Además, al tres de bastos se le llama El Coloño.

## Historia

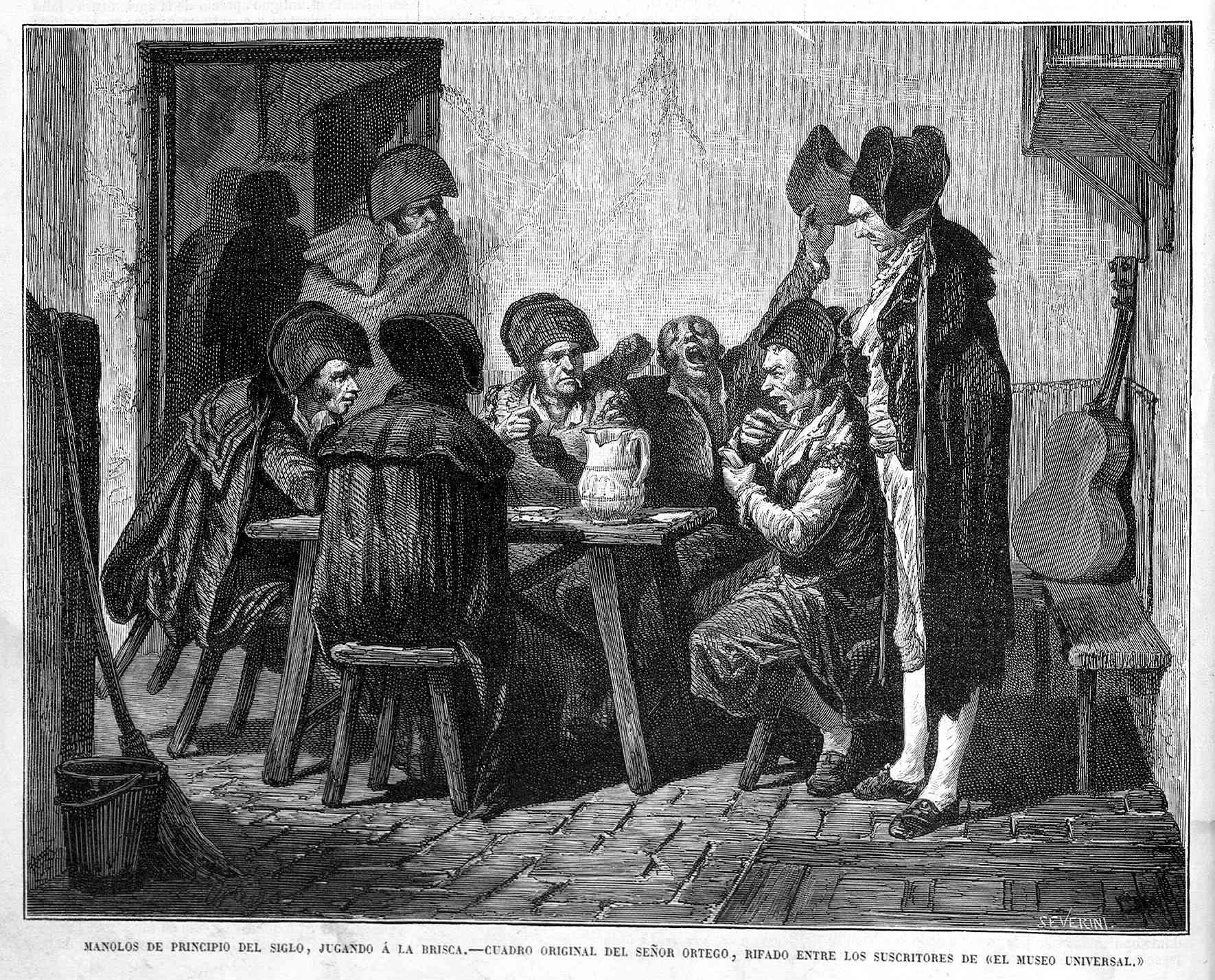
«Manolos de principio de siglo, jugando a la brisca», dibujo de Ortego, grabado de José Severini (El Museo Universal, 1866).

El juego y sus variantes se encuentran difundidos por numerosos países, sobre todo del área mediterránea y Latinoamérica.
Se conoce también por otros nombres: Italiano: briscola, lombardo: brìscula, siciliano: brìscula, napolitano: brìscula o brisca, catalán: brisca, portugués: bisca, montenegrino y croata: briškula, esloveno: briškola, maltés: bixkla, árabe libio: skembeel.
Su origen se encuentra probablemente en el Brusquembille, juego francés cuyas reglas se publicaron en 1718. El desarrollo y la puntuación de los naipes son similares pero el Brusquembille se jugaba con baraja francesa de 32 naipes. Este evolucionó en otro juego llamado Brisque que dio lugar a la brisca, al Bésigue y al mucho más elaborado Briscan. Otra hipótesis propone un origen italiano del juego a partir del juego de la Bazzica, similar al Bésigue.

## Objetivo
Para ganar este juego un jugador debe obtener el mayor número de puntos posible, ganando las rondas. Las cartas más altas de cada palo son:
| Carta  |           |           |            |                |             |
| Nombre | As (Uno)  | Tres      | Rey (Doce) | Caballo (Once) | Sota (Diez) |
| Valor  | 11 puntos | 10 puntos | 4 puntos   | 3 puntos       | 2 puntos    |

## El juego

### Repartir
Para comenzar el juego se reparten tres cartas a cada jugador. En caso de estar jugando a parejas, en algunas variantes del juego los jugadores de cada pareja se intercambian las cartas para saber qué tres cartas tiene su compañero.

### Asignar triunfo
Tras haber repartido las cartas, se coloca el mazo de naipes españoles restantes en medio de la mesa, se levanta el primero y se coloca boca arriba. El palo de esta carta se considera triunfo y las cartas de este palo ganan a las de los demás, por muy altas que sean. En algunas variantes del juego se asigna un triunfo por partida, comenzando por los oros. Es decir, en la primera es oros; en la segunda, copas; en la tercera, espadas, y finalmente, bastos. Al finalizar estos cuatro juegos, gana el que haya tenido más victorias o más puntos sumados de las cuatro partidas.

### Dinámica
El jugador de la derecha de quien ha repartido pone una carta y cada jugador va poniendo otra. Después el jugador de su derecha lanza otra carta y así sucesivamente. Si se juega entre dos personas entonces cada jugador debe echar dos cartas alternando la jugada. 
Subir la carta más alta (asistir) no es obligatorio como en el tute y un jugador puede echar voluntariamente una carta inferior si teme, por ejemplo, que el rival se la levante con un triunfo. El último jugador en echar será el que ha repartido.
Gana la mano el que eche la más alta y se lleva las cartas, teniendo en cuenta que:
a) En caso de que todas las cartas sean del mismo palo, gana el que haya puesto la más alta.
b) En caso de que se echen cartas de diferente palo que no sean triunfo, gana el que haya puesto la carta más alta del palo del que haya echado la primera carta.
c) En caso de que alguien eche un triunfo, gana el que haya echado el triunfo más alto, independientemente del valor de las cartas de otro palo que se hayan echado.
Tras esto, el jugador que haya ganado la mano recoge las cartas y las coloca boca abajo frente a sí. Después los jugadores roban una carta del mazo por turnos, comenzando el que haya ganado la mano y siguiéndole los demás en sentido contrario a las agujas del reloj. El que haya ganado empezará entonces una nueva mano echando una carta. Se jugará así sucesivamente hasta que se acabe el mazo (17 manos si se está jugando de a dos, siete si se está jugando por parejas y seis si se está jugando por equipos de tres personas). Después de acabarse el mazo los jugadores jugarán las últimas tres manos con las tres cartas que tengan en la mano, sin robar carta tras cada mano.
Si la carta que está descubierta para señalar el triunfo es superior a siete, puede ser intercambiada por el siete del mismo palo por cualquier jugador que tenga el siete en la mano, en cualquier momento, incluso mientras se está jugando una mano, siempre que el jugador en cuestión haya ganado al menos una mano. En caso de que la carta sea siete o inferior, puede intercambiarse por el dos. De cualquier manera esto debe hacerse antes de robar por última vez.
Al final de la partida, si un equipo tiene en sus manos los tres triunfos más altos que queden en el juego, lo dice y recoge todas las cartas, sin que sea necesario jugar las manos, que, por otra parte, ganarían igualmente. Esto también puede hacerse cuando a cada jugador le quedan dos cartas si se tienen en la mano los dos triunfos más altos que quedan en el juego.
Si un jugador tiene el 1 del palo predominante podrá decir: "arrastro" y todos los jugadores que en esa ronda no hayan echado cartas tendrán que echar la mejor carta de su mano empezando por el palo predominante en el orden de 3, rey, caballo, sota, 9, 8, 7, 6, 5, 4 y 2.
En el caso de no tener cartas del palo predominante se echará la mejor carta de la mano en un orden igual al anterior.
Si por ejemplo, el palo triunfo es el de oros y alguien echa el 1 de oros y dice "arrastro", si tú aún no has echado esta ronda y tienes el 3 de bastos, el 1 de espadas y el 1 de copas; estarás obligado a echar el 1 de espadas o el 1 de copas, pero si en el mismo caso tienes el 3 de bastos, el 1 de espadas y el 3 de oros; estarás obligado a echar el 3 de oros porque es la carta del palo predominante más alta que tienes

### Ganar
Para ganar a la brisca hay que conseguir el mayor número de puntos posible en cada baza. Al acabar la partida, cada equipo quien tenga un 7 del asunto superior se puede cambiar por el asentamientos superior los puntos que ha ganado, contando, como se ha explicado anteriormente, 11 puntos por cada as, 10 por cada tres, 4 por cada rey, 3 por cada caballo y 2 por cada sota. Las demás cartas, aunque pueden haber servido para ganar manos no cuentan puntos. El equipo que más puntos consiga vence. Hay que tener en cuenta que todos los puntos suman 120, de modo que el que pase de sesenta puntos gana. Puede darse el caso de que se empate a sesenta, en el cual ganará el que más cartas tenga. En algunas variantes del juego ganar por más de cien puntos vale dos puntos. Se suele jugar a tres, cinco o siete partidas ganadas.

## Variantes
Existen variantes regionales de la Brisca con reglas ligeramente diferentes en España y América Latina. Por ejemplo, en algunas versiones jugadas en España y Venezuela, se juegan con 40 cartas (eliminando los 8 y los 9 del mazo), pero también existe una variante con 48 cartas. 
En algunos lugares de México existe otra forma de ganar. El objetivo es no sumar más de 11 puntos totales al acabar la partida.

### Briscola
En Italia el juego se denomina Briscola, es uno de los juegos de naipes más populares del país junto con la Scopa y el Tressette. En partes de Lombardía y el Piamonte la puntuación del 7 es de 10 puntos y el 3 pasa a valer cero, y en partes de la Toscana se invierten los valores de la sota y el caballo.

#### Briscola a scoperta
O brisca descubierta; los naipes de los jugadores se muestran. Se juega normalmente entre 2.

#### Mariaje o Cinquecento
Variante siciliana que se juega igual, salvo que si en una mano se gana el rey y el caballo del mismo palo este se puntúa extra: 40 puntos si son del triunfo y 20 de los otros 3 palos. 

#### Briscola a chiamata
La variante más notable es la llamada Briscola a chiamata (brisca de llamada) o Briscolone. Esta variante se juega exclusivamente con cinco jugadores y todos los naipes se reparten, de manera que cada jugador se queda con 8. 
El jugador "mano" puede "llamar" o declarar una carta de refuerzo para su mano, especificando el valor pero no el palo, de manera que intenta reunir 61 puntos con la carta llamada jugando en pareja con el poseedor de esa carta contra los otros tres. Los jugadores pueden llamar o pasar el turno, si dos o más han llamado se hace otra ronda entre los que no pasaron hasta que sólo quede uno. El que posee la carta llamada hace pareja con el llamador, llamado generalmente "amigo" o "socio" que generalmente no revela su identidad hasta que se juega la carta. Tras las 8 manos se suman los puntos de ambos. En caso de victoria el llamante y su socio obtienen respectivamente +2 y +1 puntos, en caso de derrota -2 y -1 y los rivales +1.
Si un jugador llama al 2 los demás jugadores sólo pueden pujar llamando al 2 a su vez, o en caso de que un jugador posea el 2 del palo que desea llamar puede llamar a la carta del valor más bajo que no posea, haciendo una llamada "obligada", incrementando sin embargo el número de puntos que la pareja se compromete a obtener, siempre que sea superior al número de puntos anteriormente llamados. En caso de una llamada al 2 la puja comienza en 62 puntos, a partir de 71 los puntos asignados a ganadores y perdedores se duplican, con 81 se triplican y así sucesivamente. 
Tras la llamada, el jugador que llama la carta más baja, o en caso de llamada al 2, el valor más alto de llamada decide el palo del triunfo. La llamada se puede interrumpir si un jugador decide jugar "solo", de manera que se compromete a obtener al menos 61 puntos él solo, y el juego se desarrolla sin triunfo, siendo el palo de la mano el que manda.
Ulteriores variaciones:
- Chiamata buia (llamada oscura), en este caso el triunfo sólo se declara tras la primera mano.
- Chiamata a punti (llamada a puntos), sólo se declaran los puntos a ganar, el palo y la carta que determinarán las parejas y el triunfo se declararán sólo al comienzo del reparto.
- Briscola pazza (tonta) o Gingo.

### Brisca Rematada (Chilena)
Esta modalidad de juego es solo para 3 jugadores, para esto se debe utilizar la baraja de 40 naipes y extraer las cartas N2 y N4, quedando así solo 32 cartas.
Al repartir se entrega 10 cartas por jugador, y las dos sobrantes boca abajo sobre la mesa, a estas dos cartas se les llama talón.
Para comenzar el juego los jugadores deben apostar sobre la puntuación que estiman pueden lograr, siendo el mínimo 100 puntos. Los jugadores pueden pasar al creer que no pueden lograr una puntuación mayor a la que el jugador anterior mencionó, al pasar dos jugadores, quien ganó el remate, toma en su poder el talón y lo agrega a su mano (es obligatorio mostrar a los demás jugadores dichas cartas), de esta forma selecciona dos cartas de su mano, y las deja boca abajo en su pila de cartas contables para la puntuación. El jugador que gana el Remate es quien decide la pinta del triunfo con el que se procederá a jugar en al partida.   
Y así, al terminar de jugar cuenta sus cartas para comprobar si logró la meta rematada previamente. De ser así los puntos que remató previamente son agregados a su puntuación, si no, estos puntos se reparten entre los otros dos jugadores.
Los jugadores que no ganaron en el remate, no son considerados compañeros, por lo que no se puede utilizar la estrategia del llamado Embarque (jugada en que uno de los jugadores no tiene cartas en su mano de la pinta jugada, pero si su compañero está ganando a los jugadores que han jugado previamente, puede lanzar la carta que desee sin necesidad de utilizar un triunfo).
Consejo: se recomienda no sobrepasar la cantidad de 170 puntos al rematar ya que esto es calcular el poder obtener el total de cartas con puntuación y la combinación Caballo-Rey que entregan 40 puntos, más los 10 puntos de ganar la última jugada de la partida.

### Muerte al Tres (Cuba)
Esta modalidad consiste en "cazar" o "dar muerte" al tres (de triunfo), el cual puede ser matado solo por el As, una nota importante es que el jugador que tenga en su mano el As de triunfo no lo puede jugar en cuanto el tres no se haya jugado (excepto en la última mano); el As de triunfo es prisionero hasta que el tres de triunfo no sea descartado, exceptuando la última mano. En el momento en que se ha matado el tres se acaba la mano y gana el equipo o persona que dio muerte al tres. Si el tres de triunfo logra escapar la muerte por el As entonces se contarán los puntos normalmente.

## Estrategias
En la brisca pueden realizarse diferentes estrategias como:
- Si se está jugando por parejas, si el segundo en jugar va ganando una mano y el tercero no le supera, entonces el último no debe esforzarse en ganar la mano, que ya está ganada por su compañero, sino que debe echar la carta de mayor valor que tenga, exceptuando los triunfos.

- El as de triunfo es la carta más valiosa de la partida y es imposible perderla. El tres y el rey de triunfo son también cartas valiosas y cuando un jugador las pierde se suele decir que "le han comido el tres o el rey".

- Otra estrategia interesante consiste en guardarse el siete de triunfo en la mano, es decir, no intercambiarlo por un triunfo poderoso que está descubierto, para engañar al contrario. De este modo, por ejemplo, el penúltimo jugador ve que hay muchos puntos en juego y decide echar un triunfo alto y, entonces, el jugador intercambia el siete por el triunfo mayor y se lo come. Esto funciona bastante bien porque los jugadores tienen la tendencia de intercambiar el siete nada más les toque y puede ser especialmente suculento si sirve para "comerse el tres" con el as.

- A la brisca se puede jugar con señas, hablando tapado o hablando. En la primera modalidad se emplean diferentes señas para decirle al compañero las cartas que se tienen. Hablando tapado se le puede preguntar al compañero si "tiene puntos" o "si tiene brisca". Hablando se puede hablar abiertamente. Hablando abiertamente se pueden planear muy bien las últimas tres manos, que es donde habitualmente se juegan los triunfos mayores, es decir, el as y el tres. En ciertos lugares de Chile no es aceptable hablar las jugadas entre compañeros, solo discretas señas, la transgresión a esta norma puede ser penalizada.

- Una estrategia es leer a los jugadores, es decir, saber qué es lo que tienen probándolos con una sota o un caballo para saber si vale la pena arriesgar algo más valioso, ya que muchas veces ocurre que uno pierde los ases y treses hacia el fin del juego, cuando el otro jugador usa triunfos. Tratar de asegurarse de tener los puntos es arriesgado, pero funciona.

- Otra estrategia consiste en intentar que los contrarios gasten los triunfos. Además, conviene llevar mentalmente la cuenta de las cartas, es decir, recordar qué briscas han salido y las que quedan por hacerlo. De este modo es más fácil saber si debes arriesgar una brisca o no.

### Mano Negra o Conquista
La Mano Negra o Conquista es una táctica añadida a las estrategias a utilizar en el juego de la brisca. Originalmente, este movimiento surgió de la Briscola Italiana conocido como Triángulo Briscal pero ha sido de uso popular en la brisca o baraja española. La Mano Negra o Conquista (nombre surgido de la brisca española) consiste en obtener en mano el rey de 12, la carta 3 y la carta 1 juntos del "mate" que esté en turno. El jugador que obtenga esta combinación, automáticamente gana el juego si lo logra en cualquier
mano del juego. Esta estrategia es comúnmente usada, ya que le da un torno inesperado al juego, hace que el perdedor se convierta en ganador sin importar los puntos (siempre y cuando obtenga la mano negra) y le da una esperanza a los jugadores de ganar aunque la puntuación no esté en su favor. Debido a la popularidad de esta táctica a utilizar, se ha añadido como opción en juegos electrónicos oficiales de la brisca española e italiana y se está considerando incluirlo en las reglas y tácticas oficiales de la brisca española.